# Иштиряково
Иштиряково (баш. Иштирәк) — деревня в Балтачевском районе Республики Башкортостан Российской Федерации. Входит в состав Верхнеянактаевского сельсовета.

## География

### Географическое положение
Расстояние до:
- районного центра (Старобалтачёво): 15 км,
- центра сельсовета (Новоямурзино): 5 км,
- ближайшей ж/д станции (Куеда): 84 км.

## История
По материалам Первой ревизии, в 1722 году в деревне были учтены 38 душ мужского пола служилых мещеряков.
В «Списке населенных мест по сведениям 1870 года», изданном в 1877 году, населённый пункт упомянут как деревня Иштерякова 2-го стана Бирского уезда Уфимской губернии. Располагалась при речке Карыше, в 68 верстах от уездного города Бирска и в 29 верстах от становой квартиры в селе Тепляки. В деревне, в 62 дворах жили 449 человек (213 мужчин и 236 женщин, мещеряки), была мечеть.

## Население
| 2002 | 2009 | 2010 |
| ---- | ---- | ---- |
| 269  | ↘267 | ↘201 |

Согласно переписи 2002 года, преобладающие национальности —  башкиры (73 %), татары (26 %).
По справке, составленной научным сотрудником Казанского Института языка, литературы и искусств Дамиром Исхаковым, на анализе данных переписей 1926-1979 было установлено, что местное население переписано с татар на башкир в 1979 году, а по предыдущим переписям в селе проживали татары-мишари.